# Бех Андрій
Андрій Бех (нар. 13 березня 1983) — український колишній фігурист у парному катанні. Разом з Юлією Бєлоглазовою є національним чемпіоном України 2006 року та посів 18 місце на зимових Олімпійських іграх 2006 року.

## Програми
(із Бєлоглазовою)
| Сезон     | Коротка програма                                      | Безкоштовне катання                                                                         |
| --------- | ----------------------------------------------------- | ------------------------------------------------------------------------------------------- |
| 2005—2006 | - Вітання Морріконе Сергій Шнуров                     | - Матриця (саундтрек)                                                                       |
| 2004—2005 | - Вабанк Х. Кузняк                                    | - Ніч на Лисій горі від Модеста Мусоргського у виконанні Українського симфонічного оркестру |
| 2003—2004 | - Ретро танець                                        | - Ніч на Лисій горі від Модеста Мусоргського у виконанні Українського симфонічного оркестру |
| 2002—2003 | - Пітер Ганн Генрі Манчіні Мистецтво шуму             | - La Valse d'Amelie Ян Тірсен                                                               |
| 2001—2002 | - Iridescenze Г. П. Ревербері Оркестр Рондо Венеціано | - Die Fledermaus Йоганн Штраус Оркестр Віденської опери                                     |

## Основні моменти змагань
ГП: Гран-прі ; ЮГП: Гран-прі серед юніорів
Із Бєлоглазовою
| Міжнародні           | Міжнародні | Міжнародні | Міжнародні | Міжнародні | Міжнародні | Міжнародні | Міжнародні |
| Подія                | 2000–01    | 2001–02    | 2002–03    | 2003–04    | 2004–05    | 2005–06    | 2006–07    |
| -------------------- | ---------- | ---------- | ---------- | ---------- | ---------- | ---------- | ---------- |
| Олімпіада            |            |            |            |            |            | 18-ий      |            |
| Чемпіонат світу      |            |            |            |            |            | 19-ий      |            |
| Чемпіонат Європи     |            |            |            | 9-й        | 9-й        | 10-й       |            |
| ГП Trophée de France |            |            |            |            | 6-й        |            |            |
| ГП NHK Trophy        |            |            |            | 9-й        | 7-й        |            |            |
| ГП Skate America     |            |            |            |            |            | 10-й       |            |
| Nebelhorn Trophy     |            |            |            |            |            | 8-й        | зійшов     |
| Універсіада          |            |            |            |            | 6-й        |            |            |
| Міжнародні: Юніор    |            |            |            |            |            |            |            |
| Чемпіонат світу      |            | 8-й        | 12-й       | 7-й        |            |            |            |
| ЮГП Болгарія         |            | 5-й        |            |            |            |            |            |
| ЮГП Франція          |            |            | 6-й        |            |            |            |            |
| ЮГП Польща           |            | 5-й        |            |            |            |            |            |
| ЮГП Словаччина       |            |            | 7-й        | 5-й        |            |            |            |
| ЮГП Словенія         |            |            |            | 6-й        |            |            |            |
| ЄМОФ                 |            |            | 3-й        |            |            |            |            |
| Національні          |            |            |            |            |            |            |            |
| Чемпіонат України    | 4-й юн.    | 2-й юн.    | 3-й        | 2-й        | 2-й        | 1-й        | 2-й        |